# Bàsquet Femení Cornellà
El Bàsquet Femení Cornellà és un club de bàsquet femení de Cornellà de Llobregat fundat l'any 1987.
Creat com a escissió de la secció femenina del Club Bàsquet Cornellà, el seu objectiu és potenciar el basquetbol femení a la ciutat. Durant els primers anys fou patrocinat per Mecano Cornellà i pel forn La Miranda, i jugà a les pistes de Col·legi Pius XIIè. A nivell esportiu, l'entitat aconseguí els ascensos a Primera catalana (1988-89) i a la Primera divisió B estatal (1990-91), i també disputà dues fases final d'ascens a la Divisió d'Honor (1993, 2001). La temporada 1995-96, el club cornellanenc, dirigit per Xavier Tibau, es proclamà campió de la Primera divisió B. Tot i aconseguir el dret a pujar a la màxima categoria estatal la temporada següent, hagué de renunciar a competir-hi per motius econòmics. Des de l'any 1993 disputa els seu partit al Pavelló de Can Carbonell i disposa de diferents en categories de formació (infantil, cadet, júnior). El 2016 creà l'equip masculí, que competeix a Segona catalana. Entre d'altres jugadores que ha competit amb l'entitat, destaquen Judith Solana, Teresa Almoguera, Montse Gallego, Lígia Barragán.